# Zonnekalender
Een zonnekalender is een kalender die is gebaseerd op het zonnejaar: de duur van een kalenderjaar is ongeveer een zonnejaar en varieert meestal slechts een dag. De gemiddelde duur van een kalenderjaar is nog veel nauwkeuriger gelijk aan een zonnejaar. Bij veel zonnekalenders begint het kalenderjaar overigens niet met een zonnewende of een nachtevening. Een kalenderjaar is meestal verdeeld in 12 maanden, die gemiddeld iets langer zijn dan een maanmaand.
Verreweg de belangrijkste hedendaagse zonnekalender is de gregoriaanse kalender. Een eigenaardigheid van deze kalender en zijn voorloper en varianten is dat, met de korte maand februari, de lengte van de maanden meer varieert dan nodig.

## Kalenders met 12 maanden
- De Romeinse kalender begon als maankalender maar heeft sinds de stichting van Rome in de achtste eeuw voor Chr. in vele achtereenvolgende gedaanten tot op de huidige dag bestaan.
- De juliaanse kalender kwam voort uit de oude Romeinse kalenders. De versie van 45 v.Chr. werd in 4 na Chr. verbeterd. Hij werd zeven eeuwen na de stichting van Rome ingevoerd door Julius Caesar en in het jaar 325 door het Eerste Concilie van Nicaea aanvaard als de officiële kalender van de kerk.
- De gregoriaanse kalender, ingevoerd in het jaar 1582 door paus Gregorius XIII en vervolgens geleidelijk in steeds meer landen ingevoerd, verving de juliaanse kalender. Hij bepaalde dat vrijdag 15 oktober 1582 onmiddellijk moest volgen op donderdag 4 oktober 1582 en dat alleen die kalenderjaren van onze jaartelling na het jaar 1582 schrikkeljaar zijn waarvan het nummer deelbaar is door 4, maar niet door 100 tenzij door 400. Door deze regeling wordt het jaar gesteld op 365,2425 dagen, zodat de fout nog maar één dag per ca. 3300 jaar bedraagt. (Dit zou kunnen worden ingelopen door de 29e februari 4000 te laten vervallen.)
- De christelijke kalender, dat wil zeggen de bij de christelijke jaartelling behorende kalender, was van 325 tot 1582 identiek met de juliaanse kalender, maar vanaf 1582 met de gregoriaanse.
- De Byzantijnse kalender heeft als beginpunt het jaar 5508 v.Chr. van onze jaartelling, het jaar waarin volgens Byzantijnse geleerden de schepping van de wereld had plaatsgevonden. Tsaar Peter I van Rusland besloot dat 31 december van het jaar 7207 van de Schepping van de Wereld gevolgd zou worden door 1 januari 1700 van de algemeen in Europa gebruikte jaartelling. Omdat men in Rusland een groot wantrouwen koesterde voor alles wat rooms-katholiek was, aanvaardde men echter niet de moderne gregoriaanse kalender, maar zou men tot 1918 blijven vasthouden aan de juliaanse kalender.
- De officiële Taiwanese kalender volgt in principe onze gregoriaanse kalender, maar begon met tellen op 1 januari 1912, omdat toen Sun Yat-sen de Chinese Republiek uitriep. Toen generalissimo Chiang Kai-shek in 1949 naar Taiwan vluchtte met de Kwomintang, nam hij dit kalendersysteem mee.
- De officiële kalender van Noord-Korea is de Juche-kalender. Deze begint met tellen in het jaar 1912, het geboortejaar van Kim Il-sung. Noord-Korea leeft in 2011 dus in het jaar Juche 100. Verder volgt deze kalender gewoon de gregoriaanse kalender. Opvallend is dat de Juche jaartelling géén jaren kent voor het begin van de jaartelling. Aangezien het jaar 1912 correspondeert met Juche 1, overleed Kim Il-sung dus op 82-jarige leeftijd in het jaar Juche 83.

### Kalenders met maanden die minimaal in lengte variëren
- De Jalāli-kalender is in gebruik in Iran, Koerdistan en Afghanistan. Deze kalender werd ingevoerd in 1925, waarbij de namen van de maanden zijn gebaseerd op een traditionele kalender uit de 11e eeuw. De kalender bestaat uit 12 maanden, waarvan de eerste zes 31 dagen tellen, de volgende vijf 30 dagen. De laatste maand telt gewoonlijk 29 dagen en in een schrikkeljaar 30 dagen.

#### Kalenders met een of meer dagen die niet tot een maand behoren
- De Franse republikeinse kalender. Gedurende de Franse Revolutie (die duurde van 1789 tot 1804) was in Frankrijk de Franse revolutionaire kalender een aantal jaren in gebruik. Toen Franse revolutionairen op 22 september 1792 de Eerste Franse Republiek uitriepen, besloten zij tevens op deze bijzondere dag een nieuwe jaartelling te beginnen; deze dag was de eerste dag van de eerste maand van het jaar 1 van hun nieuwe jaartelling. Anders dan de invoering van de christelijke jaartelling ging de invoering van de Franse revolutionaire jaartelling gepaard met een drastische hervorming van de kalender. Elk kalenderjaar van de Franse revolutionaire kalender begon op de dag waarop de herfstnachtevening viel en bestond uit twaalf maanden van elk dertig dagen en vijf of zes losse dagen waarmee dit kalenderjaar werd volgemaakt. De Franse revolutionaire jaartelling heeft slechts tot 1 januari 1806 gediend.
- Wereldkalender.

## Kalenders met een ander aantal maanden
- De bahá'í-kalender, ook de badí'-kalender genoemd, wordt gebruikt in het bahá'í-geloof, is een zonnekalender met regelmatige jaren van 365 dagen en schrikkeljaren van 366 dagen. De jaren zijn samengesteld uit 19 maanden van 19 dagen elk, plus een extra periode van schrikkeldagen (4 in normale jaren en 5 in schrikkeljaren). De jaren in de kalender beginnen op de lente-equinox (gewoonlijk 21 maart), en worden geteld met de datumaanduiding “BE” (Bahá'í Era), met 21 maart 1844 als eerste dag van eerste jaar.

## Zonnekalender van Tiel
Op 21 juni 2023 maakte een team van archeologen bekend sinds 2017 een groot openluchtheiligdom (circa 22 hectare) van ongeveer 4000 jaar oud te hebben opgegraven in de uiterwaarden van de rivier de Waal in Medel bij Tiel in Nederland. Het complex bestaat onder andere uit drie grafheuvels, waarvan de grootste met een doorsnede van twintig meter tevens fungeerde als een zonnekalender: de zon scheen op de langste dag (21 juni) en kortste dag (21 december) van het jaar precies door de omliggende greppel en gaf zodoende de datum aan. Dit konden prehistorische mensen gebruiken om feest- en oogstdagen te bepalen. Daarmee doet de zonnekalender van Tiel denken aan Stonehenge in Engeland, maar de Tielse kalender was gemaakt van hout in plaats van steen, dat na verloop van tijd is vergaan. Wel zijn de stoffelijke resten gevonden van ruim tachtig personen, vooral vrouwen, die er zijn begraven of gecremeerd. De archeologen hebben ongeveer 25.000 botresten, 32.000 scherven, 170.000 leemfragmenten, 58.000 natuurstenen en 10.000 vuurstenen aangetroffen.
Zonnekalender · Maankalender · Lunisolaire kalender· Biodynamische kalender